# Bertram Millhauser
Bertram Millhauser (25 de marzo de 1892 - 1 de diciembre de 1958) fue un guionista y director de cine estadounidense. Escribió para más de 60 películas producidas entre 1911 y 1960. Nació en la ciudad de Nueva York, Nueva York. Contrajo matrimonio con Olga Gelbin desde 1916 a 1958 cuando falleció; volvió a contraer matrimonio con Olga Gelvin. Falleció a los 66 años, de un ataque cardíaco en Hollywood, California, sus restos descansan en el Cementerio Hollywood por Siempre.

## Filmografía parcial
- 1916, The Challenge
- 1917, The Fatal Ring
- 1919, The Black Secret
- 1920, The Fatal Sign
- 1920, The Phantom Foe
- 1920, Velvet Fingers
- 1921, The Yellow Arm
- 1922, The Timber Queen
- 1922, Speed
- 1923, Plunder
- 1923, The Eagle's Talons
- 1924, Code of the Sea
- 1924, Fools in the Dark
- 1924, Feet of Clay
- 1925, Forty Winks
- 1926, Silence
- 1927, Fighting Love
- 1928, The Leopard Lady
- 1929,Girls Gone Wild
- 1930, Conspiracy
- 1931, Three Who Loved
- 1932, Sherlock Holmes
- 1933, The Life of Jimmy Dolan
- 1933, Storm at Daybreak
- 1933, Ever in My Heart
- 1934, Jimmy the Gent
- 1935, College Scandal
- 1936, The Garden Murder Case
- 1936, The Magnificent Brute
- 1937, Under Cover of Night
- 1937, The Crime Nobody Saw
- 1937, Ebb Tide
- 1938, Scandal Street
- 1939, The Texans
- 1939, They Made Me a Criminal
- 1939, Nick Carter, Master Detective
- 1940, An Angel from Texas
- 1940, River's End
- 1942, The Big Shot
- 1942, Pierre of the Plains
- 1943, The Purple V
- 1943, Sherlock Holmes in Washington
- 1943,Sherlock Holmes Faces Death
- 1943, The Spider Woman
- 1944, The Invisible Man's Revenge
- 1944, The Pearl of Death
- 1944, The Suspect
- 1945, Patrick the Great
- 1945, The Woman in Green
- 1946, White Tie and Tails
- 1947, The Web
- 1948, Walk a Crooked Mile
- 1949, Tokyo Joe
- 1960, Pay or Die